# Raión de Gordéyevka
El raión de Gordéyevka (ruso: Горде́евский райо́н) es un distrito administrativo y municipal (raión) ruso perteneciente a la óblast de Briansk. Se ubica en el oeste de la óblast. Su capital es Gordéyevka.
En 2021, el raión tenía una población de 10 147 habitantes.
El raión es fronterizo al norte con Bielorrusia.

## Subdivisiones
Comprende 51 localidades rurales agrupadas en los siguientes siete asentamientos rurales:
- Glínnoye
- Gordéyevka (la capital)
- Mirni
- Petrova Buda
- Rudnia-Vorobyovka
- Tvoríshino
- Únoshevo